# Moschea Haydariyya
La moschea Haydariyya (in persiano مسجد حیدریه قزوین‎) è un edificio della città iraniana di Qazvin.

## Descrizione
La sua destinazione d'uso originaria è incerta, tant'è che vi si riferisce anche con il termine madrasa. Stilisticamente ricorda la moschea del Venerdì della medesima città ed è possibile che risalga a pochi anni dopo di essa. La zona della tromba danneggiata si sviluppa proprio a partire dalla cupola della vicina moschea del Venerdì. Di fatti gli archi dell'esadecagono hanno delle basi affusolate che riempiono i pennacchi tra gli archi di una struttura ottagonale.
La stanza di preghiera si trova a sud del cortile circondato da strutture di epoca qajara. Le decorazioni in mattone e malta presentano un'iscrizione cufica floreale e altri ornamenti smaltati, tipici di uno stile nato a Qazvin in epoca selgiuchide e diffusosi nelle aree circostanti, come a Qorveh e a Sojas.